# 専門学校福岡デザイナー・アカデミー
専門学校福岡デザイナー・アカデミー（せんもんがっこうふくおかデザイナー・アカデミー）は、福岡県福岡市博多区にある専門学校。学校法人21世紀アカデメイアが運営する。

## 学科編成
- グラフィックデザイン学科
  - グラフィックデザイン
  - 広告デザイン
  - パッケージデザイン
  - Webデザイン
  - 雑誌編集
  - 商品企画
- イラストレーション学科
  - イラストレーション
  - キャラクターイラスト
  - 絵本作家
- インテリアデザイン学科
  - インテリアデザイン
  - ショップデザイン
  - 家具デザイン
  - インテリアコーディネート
- ファッション学科	
  - ファッションデザイン専攻
    - ファッションデザイン
    - コスチュームデザイン
    - ソーイングスタッフ

  - ファッションビジネス専攻
    - ファッションアドバイザー
    - ファッションスタイリスト
    - 企画
- ゲーム・CG学科
  - ゲームデザイン専攻
    - 3DCGデザイン
    - キャラクターデザイン
    - 背景デザイン

  - ゲームプログラム専攻
  - ゲームプログラマー
  - WEBプログラマー
  - システムエンジニア
- マンガ学科
  - マンガ専攻
    - マンガ原作
    - デジタルマンガ

  - コミックイラスト専攻
    - コミックイラスト
    - 2Dキャラクターデザイン
- アニメーション学科
  - アニメーター
  - アニメ演出・監督
  - 背景・美術
- フィギュアデザイン学科
  - フィギュア
  - トイデザイン
- 総合デザイン学科	
  - 個別選択プログラム

## 沿革
- 1969年 - 専門学校東京デザイナー学院の九州校として福岡市天神に設立
- 1983年 - 福岡県に認可され専門学校九州デザイナー学院に校名を変更
- 1997年 - 映像音響専門課程が独立し専門学校九州ビジュアルアーツとなる
- 2024年 - 九州デザイナー学院から福岡デザイナー・アカデミーに校名変更

## 著名な卒業生
- きうちかずひろ（漫画家）
- 山口かつみ（漫画家）
- やまだないと（漫画家）
- 小松孝英（美術家）
- 諫山創（漫画家）
- 江島絵理（漫画家）
- 高瀬飛鳥（漫画家）
- ざしきわらし（イラストレーター）
- 村上啓介（音楽プロデューサー・ギタリスト）※１年次中退

## 姉妹校
- 専門学校東京デザイナー・アカデミー
- 東京ビジュアルアーツ・アカデミー
- 専門学校東京ビジネス・アカデミー
- 専門学校東京ホスピタリティ・アカデミー
- 専門学校東京クールジャパン・アカデミー
- 東京ランゲージ・アカデミー
- 専門学校大阪デザイナー・アカデミー
- 専門学校大阪ビジュアルアーツ・アカデミー
- 専門学校大阪ビジネス・アカデミー
- 専門学校大阪ホスピタリティ・アカデミー
- 専門学校名古屋デザイナー・アカデミー
- 専門学校名古屋ビジュアルアーツ・アカデミー
- 専門学校名古屋ビジネス・アカデミー
- 専門学校名古屋ホスピタリティ・アカデミー
- 専門学校福岡ビジュアルアーツ・アカデミー
- 専門学校福岡ビジネス・アカデミー
- 専門学校福岡ホスピタリティ・アカデミー

## アクセス
- 九州旅客鉄道（JR九州）博多駅から徒歩3分

## その他
ほあしかのこ - 『新・鉄子の旅』で漫画家デビューした当初は、在校生であった。